# Segona Batalla de Châtillon (1793)
Segona Batalla de Châtillon (1793), va tenir lloc durant la guerra de Vendée.

## Preludi
La presa de Châtillon-sur-Sèvre pels republicans el 9 d'octubre va posar els Vendéans en una posició molt preocupant, per tant, l'exèrcit catòlic i real es va trobar acorralat entre Tiffauges i Châtillon. També el 10 d'octubre, els generals de Vendée de l'exèrcit d'Anjou i l'Alt-Poitou es reuneixen amb el consell militar. Decidits a no deixar la seva "capital" en mans dels "blaus", i conscients del devastador efecte que aquesta pèrdua podria tenir sobre la moral de les tropes, decideixen llançar immediatament un contraatac per recuperar la ciutat.

## Procés
L'11 d'octubre surt l'exèrcit de Vendée. Ràpidament es troba amb el seu camí l'exèrcit republicà dividit en dues columnes, una comandada per Alexis Chalbos, l'altra per Westermann, i després marxant cap a Cholet i Mortagne. Els Vendéans van llançar una càrrega general i van enderrocar les línies republicanes que van tornar a caure sobre Châtillon. Els soldats que van romandre en aquesta plaça estan totalment desorganitzats, molts fins i tot borratxos. Ràpidament, el pànic s’estén i tot l'exèrcit acaba confluint a Bressuire. Els Vendéans poden recuperar Châtillon, però es llancen sobre les reserves d'aiguardent abandonades pels republicans i s'emborratxen al seu torn.
No obstant això, Westermann va reunir part de les seves tropes al Bois du Moulins aux Chèvres. Reuneix la infanteria del 9è Batalló d'Orleans, així com un centenar d'hússars que porten cadascun un granader als malucs. Tot i que només queden uns quants centenars d'homes, Westermann decideix tornar a Châtillon per dirigir una incursió.
Aprofitant la foscor, la petita tropa aconsegueix creuar les avantguardes de la Vendée i estendre's cap a la ciutat, on la majoria dels soldats de Vendée dormen. Westermann, assenyalant que Chalbos no el va seguir, dona l'ordre de destruir el poble. Es van cremar cases, van assassinar soldats de la Vendée, van massacrar dones i nens. D'alguna manera, els Vendéans es reagrupen i contraatacan amb molta confusió. Després de quatre hores de lluita, Westermann troba que la majoria dels seus homes han estat morts i ordena la retirada.
A la matinada, després d'haver reunit els fugitius i reunir les seves tropes, els generals d'Elbée, Bonchamps, Lescure, La Rochejaquelein i La Trémoïlle van tornar a Châtillon. Observen la destrucció del poble, gairebé totalment arrasat pels incendis i ple de molts cadàvers calcinats. Els Vendéans no s'atreveixen a entrar a les ruïnes i tornant a Mortagne.

## Pèrdues
No es coneix el peatge humà de la batalla. Segons l'estat de pèrdues, per incomplet que sigui, del 14è batalló de París, conegut com a República, anteriorment dels Pikemen, es va informar que 12 homes del batalló van morir a Châtillon del 10 al 18 d'octubre de 1793.